# Ciclo de inyección de magnesio
El ciclo de Inyección del magnesio (MAGIC, siglas en inglés de MAGnesium Injection Cycle) es un diseño de motor bajo desarrollo por Mitsubishi Corporation y el Instituto de Tecnología de Tokio (Tokio Institute of Technology) que utiliza magnesio y agua para generar energía. El motor también hace uso de láseres de energía solar.

## Visión general
El proyecto conjunto, iniciado en 2005 y aún en etapa experimental, desarrolló un prototipo de motor libre de dióxido de carbono (CO2) en 2006 que funcionó exitosamente sin la necesidad de combustibles fósiles. La reacción química entre el magnesio (en forma de polvo) y agua a temperatura ambiente produce vapor de alta energía e hidrógeno. El hidrógeno es quemado al mismo tiempo para producir más vapor de alta energía adicional. Estas dos fuentes de vapor le dan la potencia al motor. El ciclo de energía no produce dióxido de carbono u otras emisiones nocivas. Los únicos subproductos de esta reacción son agua y óxido de magnesio. El magnesio (un elemento metálico común) es separado del oxígeno a través de un proceso láser que utiliza energía solar (del cual su desarrollo está ya bien avanzado) y es así reutilizado una y otra vez como combustible.

## Reacción química
En el motor MAGIC, el magnesio se "quema" con agua:
{\displaystyle {\rm {Mg+2H_{2}O\longrightarrow Mg(OH)_{2}+H_{2}+{\text{energía}}}}}            (1)
Al mismo tiempo, el hidrógeno resultante se quema con oxígeno atmosférico:
{\displaystyle {\rm {2H_{2}+O_{2}\longrightarrow 2H_{2}O+{\text{energía}}}}}                 (2)
Así:
{\displaystyle {\rm {2Mg+2H_{2}O+O_{2}\longrightarrow 2Mg(OH)_{2}+{\text{energía}}}}}       (3)=(1)+(2)

## Producción
A pesar de sus pequeñas dimensiones (approx. 5 cm en diámetro y 13.5 cm de alto), el motor puede generar una producción de calor de varias decenas de kW a partir de la cual se obtiene la potencia. El motor está diseñado para uso en cogeneración, automóviles, barcos, y muchas otras áreas. Una declaración en 2006 afirmó que investigaciones más avanzadas planeaban conseguir la comercialización dentro de los próximos tres años. Desde entonces, no se han hecho anuncios de esta tecnología.

## Equipo de investigación
El desarrollo del motor estuvo dirigido por el profesor Takashi Yabe con la ayuda del profesor Ikuta y otros de Instituto de Tecnología de Tokio con la cooperación de Ono Denki Seisakusho, K.K., un fabricante de máquinas de precisión localizado en Shinagawa, Tokio. El profesor Yabe realizó experimentos de esta tecnología en 2007 en la cumbre medioambiental G8 de Hokkaido Toyako que se celebró en Chitose, Japón.